# Cleofant (metge del segle I aC)
Cleofant (en grec antic: Κλεόφαντος, llatí: Cleophantus) va ser un metge de l'antiga Grècia que va viure al segle i aC. Va tractar Aulus Cluenci Habit i, segons Ciceró, era un metge de poca condició, però un home respectat.